# Stracon
Lo stracón è un formaggio di latte vaccino tipico di alcune località della provincia di Verona.
L'area di produzione comprende la zona collinare e montana che va dal monte Baldo alla Lessinia e coinvolge i comuni di Malcesine, San Zeno di Montagna, Caprino Veronese, Ferrara di Monte Baldo, Brentino Belluno, Sant'Anna d'Alfaedo, Erbezzo, Bosco Chiesanuova, Cerro Veronese, Selva di Progno, Roverè Veronese, Badia Calavena, Vestenanova, San Giovanni Ilarione e Roncà.

## Storia
Il nome corrisponde a un termine del dialetto veronese che significa "molto stanco", infatti veniva prodotto con il latte delle vacche munte durante la transumanza. Il processo di caseificazione avveniva lungo il percorso, ponendo il latte in sacchi o cesti di vimini caricati su animali da soma, che lasciavano scolare il siero. 
Con lo stesso termine si indicava anche il formaggio prodotto nel periodo dell'alpeggio da vacche che dovevano effettuare lunghi spostamenti giornalieri per raggiungere i pascoli più ricchi.
Documenti conservati nell'archivio di Stato di Verona testimoniano come lo stracon fosse impiegato dagli allevatori per pagare i pascoli affittati dai monasteri.

## Produzione
Attualmente lo stracon è prodotto durante l'alpeggio a partire da latte intero non pastorizzato, con acidità naturale o indotta. La cagliatura viene effettuata con caglio in polvere a circa 37 °C. Successivamente la pasta è cotta a 45-48 °C, venendo poi salata a secco o in salamoia.
Il prodotto raggiunge la maturazione in 50-60 giorni, durante i quali le forme vengono conservate in un locale fresco e umido e periodicamente rivoltate per evitare rigonfiamenti verso l'esterno.

## Descrizione e usi
Le forme sono cilindriche, di diametro 20-25 cm e scalzo 7-9 cm, con un peso di 6 kg. La pasta presenta occhiatura fitta e colore giallo paglierino. Il sapore, dolce, sapido e leggermente amarognolo, si intensifica con l'invecchiamento.
Può essere consumato crudo, ma si presta particolarmente per fondute e risotti.